# Costarina oaxaca
Espèce
Costarina oaxaca est une espèce d'araignées aranéomorphes de la famille des Oonopidae.

## Distribution
Cette espèce est endémique d'Oaxaca au Mexique,. Elle se rencontre à Valle Nacional.

## Description
Le mâle holotype mesure 1,78 mm et la femelle 2,20 mm.

## Étymologie
Cette espèce est nommée en référence au lieu de sa découverte, l'Oaxaca.

## Publication originale
- Platnick & Dupérré, 2012 : The goblin spider genus Costarina (Araneae, Oonopidae), Part 1. American Museum Novitates, no 3730, p. 1-64 (texte intégral).